# Доња носна шкољка
Доња носна шкољка (лат. concha nasalis inferior) је парна кост лица, која се налази на спољашњем зиду носне дупље. На њој се описују две стране (спољашња и унутрашња), две ивице (горња и доња) и два краја (предњи и задњи).
Спољашња страна је удубљена и учествује у изградњи доњег носног ходника (лат. meatus nasalis inferior). Унутрашња страна је испупчена и у горњем делу је глатка, а у доњем неравна услед простирања сунђерастих венских сплетова.
Горња ивица је танка и неправилна. Она се причвршћује на унутрашњој страни горње вилице и унутрашњој страни усправног листа непчане кости. Такође, од средњег дела горње ивице полазе три наставка: сузни (лат. prosessus lacrimalis), вилични (лат. processus maxillaris) и ситасти (лат. processus ethmoidalis). Доња ивица је слободна и задебљала.
Предњи крај доње носне шкољке је широк и заобљен, док је задњи крај шиљат.